# アニメロマンの世界
『アニメロマンの世界』（アニメロマンのせかい）は、1977年9月から1978年5月にかけて日本コロムビアより発売された、アニメソングの歌手別ベスト・アルバム（LPレコード）。
アニメ・特撮ソングの歌手別ベスト・アルバムは、主題歌（特にオープニング曲）を中心に構成されるのが主流だが、『アニメロマンの世界』シリーズではバラード系のエンディング曲や挿入歌にもスポットライトが当てられた。ここでは、同趣旨で構成された『水木一郎 アニメーションのすべて』および、シリーズの流れを汲む『ささきいさお 英語盤/アニメヒットを歌う』もあわせて扱う。

## 解説
本シリーズの発売前後、日本コロムビアからは以下のような歌手別ベスト・アルバムが発売された。
まず、1976年8月から9月にかけて、ささきいさお、水木一郎、子門真人の初ベスト・アルバム（タイトルは『（歌手名） テレビ主題歌をうたう』）が、翌1977年3月には、堀江美都子と大杉久美子のベスト・アルバム（『（歌手名） テレビアニメーションの世界』）が、それぞれ発売された（大杉にとっては、これが初ベスト・アルバム）。
1977年9月、劇場版『宇宙戦艦ヤマト』の公開が引き金となった空前のアニメブームの中、同テレビ版第1作のエンディング曲の名を冠した『ささきいさお 真赤なスカーフ/アニメロマンの世界』というベスト・アルバムが発売された。これは主題歌だけでなく挿入歌（特にバラード）にもスポットライトを当てたという点で、エポック・メイキングなアルバムである。
続けて、1978年4月に発売された『水木一郎 アニメーションのすべて』は、「アニメロマン」という表現はタイトルに含まれなかったものの、やはりバラード系の挿入歌を含むベスト・アルバムだった。同5月には、同趣旨の『堀江美都子 アニメロマンの世界』『大杉久美子 アニメロマンの世界』が同時発売された。『水木一郎 アニメロマンの世界』というアルバムがついに出なかったことからも、これら4枚は同系統のアルバムであることがうかがえる。なお、『子門真人 アニメロマンの世界』というLPは出なかった。
同6月には、ささき、水木、堀江、大杉の4人が各自の持ち歌の「うたい方」を指導する企画盤『君もアニメ歌手だ! ヒット主題歌のうたい方』（GZ-7100）が発売された。
同10月から11月にかけては、ささき、水木、堀江、大杉の2枚組ベスト・アルバム（『（歌手名） ベスト24』）がそれぞれ発売。その後、同12月発売の『ささきいさお 英語盤/アニメヒットを歌う』をはさみ、1979年12月にも同じ4人の『（歌手名） ニューヒットベスト16』が発売された。
さらに、1980年6月には、堀江の2枚組ベスト・アルバム『ミッチの部屋』が発売され、同10月には、かおりくみこの初ベスト・アルバム『かおりくみこ アニメベストヒット14』が発売になった。
以下、特に断りのない限り、テレビ向けアニメ番組の楽曲である。なお、「挿入歌」の中には劇中未使用で結果的に「イメージソング」になったものもあるが、ここでは日本コロムビアによる表記に基づき、「挿入歌」に統一する。

## ささきいさお 真赤なスカーフ/アニメロマンの世界
- 発売： 1977年9月
- 型番： CS-7040

「アニメロマンの世界」シリーズ第1弾（当初は単発企画）。この前月に『宇宙戦艦ヤマト』の劇場版が公開されてアニメブームを巻き起こし、同テレビ版の主題歌もオリコンのヒットチャートを賑わした。
1977年末には『交響組曲 宇宙戦艦ヤマト』が、翌6月にはイメージソング「星に想うスターシャ」（CK-513）が発売されるなど、ヤマト・ブランドは日本コロムビアにとってドル箱だった時期で、本アルバムのタイトルにも「真赤なスカーフ」が含まれた。
従来のベスト・アルバムと異なり、全14曲のうち、オープニング主題歌（OP）は2曲のみである。マイナーな番組だった『超合体魔術ロボ ギンガイザー』のエンディング主題歌（ED）の他、ロボットアニメのバラード調の挿入歌が多数収録されるなど、曲そのものの「アニメロマン」的な方向性を強調する選曲となった。

### ささきいさお 真赤なスカーフ/アニメロマンの世界の収録曲
A面
1. 宇宙戦艦ヤマト（『宇宙戦艦ヤマト』OP）
2. 愛のオーロラ（『惑星ロボ ダンガードA』挿入歌）
3. 宇宙の王者グレンダイザー（『UFOロボ グレンダイザー』ED）
4. スワニーよ（『新造人間キャシャーン』挿入歌）
5. たたかいのバラード（『大空魔竜ガイキング』挿入歌）
6. さがしに行かないか（『超合体魔術ロボ ギンガイザー』ED）
7. 不滅のマシン ゲッターロボ（『ゲッターロボG』ED）

B面
1. 真赤なスカーフ（『宇宙戦艦ヤマト』ED）
2. 息子よ（『惑星ロボ ダンガードA』挿入歌）
3. 戦いの詩（劇場用アニメ『グレンダイザー ゲッターロボG グレートマジンガー 決戦! 大海獣』挿入歌）
4. 戦え! ポリマー（『破裏拳ポリマー』OP）
5. さすらいのロボット（『ジェッターマルス』挿入歌）
6. おれは新造人間（『新造人間キャシャーン』ED）
7. 合体! ゲッターロボ（『ゲッターロボ』ED）

## 水木一郎 アニメーションのすべて
- 発売： 1978年3月
- 型番： CS-7055

ささきいさおに続き、水木一郎のベスト・アルバムにも、バラード調のEDおよび挿入歌が含まれた。ただし、タイトル通り、水木のアニメソング・デビューとなった『原始少年リュウ』から当時の最新作『アローエンブレム グランプリの鷹』まで、ささきのアルバムに比べてOPが多い。

### 水木一郎 アニメーションのすべての収録曲
A面
1. グランプリの鷹（『アローエンブレム グランプリの鷹』OP）
2. 太陽に走れ（『アローエンブレム グランプリの鷹』挿入歌）
3. 超人戦隊バラタック（『超人戦隊バラタック』OP）
4. 父をもとめて（『超電磁マシーン ボルテスV』ED）
5. トライアタック! メカンダーロボ（『合身戦隊メカンダーロボ』OP）
6. たたかえ! ガ・キーン（『マグネロボ ガ・キーン』OP）

B面
1. Zのテーマ（『マジンガーZ』挿入歌）
2. 明日に向って走れ（『マシンハヤブサ』挿入歌）
3. テッカマンの歌（『宇宙の騎士テッカマン』OP）
4. 勇者はマジンガー（『グレートマジンガー』ED）
5. 原始少年リュウが行く（『原始少年リュウ』OP）
6. バビル2世（『バビル2世』OP）

## 堀江美都子 アニメロマンの世界
- 発売： 1978年5月25日
- 型番： CZ-7057

ささき、水木に続き、堀江美都子と大杉久美子のアルバムが同時発売となった。今回は「（歌手名） アニメロマンの世界」で統一。
「野球狂の詩」はアニメのOPとしては珍しいスキャット曲で、「ボルテスVのうた」も当時としては珍しく、女性が巨大ロボット・アニメのOPを歌うという記念碑的な曲だった。
また、水木と堀江の両LPを揃えると『超電磁マシーン ボルテスV』『原始少年リュウ』のOPとEDが揃い、ささき版に続いてロボット・アニメの挿入歌が収録されるなど、フォローアップを意識した構成になっていた。
水木の「太陽に走れ」と堀江の「ちいさな思い」はともに、『アローエンブレム グランプリの鷹』のサウンドトラックLP（CS-7051）が初出。同LPは数曲が1つのトラックにまとめられる構成だったため、「ちいさな思い」の単独トラック収録は本アルバムが初めてとなった。

### 堀江美都子 アニメロマンの世界の収録曲
A面
1. 野球狂の詩（『野球狂の詩』OP）
2. 勇気のテーマ（『野球狂の詩』ED）
3. ちいさな思い（『アローエンブレム グランプリの鷹』挿入歌）
4. ボルテスVのうた（『超電磁マシーン ボルテスV』OP）
5. たたかいの野に花束を（『大空魔竜ガイキング』挿入歌）
6. 戦いははてしなく（『ゲッターロボ』挿入歌）

B面
1. あしたへアタック（『あしたへアタック!』OP）
2. ジュンの歌（『グレートマジンガー』挿入歌）
3. 泣くなシモーヌ（『ラ・セーヌの星』挿入歌）
4. ちいさな愛の歌（『UFOロボ グレンダイザー』挿入歌）
5. 心のうた（『さすらいの太陽』ED）
6. ランのうた（『原始少年リュウ』ED）

## 大杉久美子 アニメロマンの世界
- 発売： 1978年5月25日
- 型番： CZ-7058

大杉版には、当時の最新作のOPとEDの他、東映まんがまつりで上映された劇場用アニメの挿入歌が収録された。一部、特撮番組の曲も入っていた。

### 大杉久美子 アニメロマンの世界の収録曲
A面
1. ペリーヌものがたり（『ペリーヌ物語』OP）
2. 気まぐれバロン（『ペリーヌ物語』ED）
3. おおきなくまになったら（『シートン動物記 くまの子ジャッキー』OP）
4. ランとジャッキー（『シートン動物記 くまの子ジャッキー』ED）
5. ぼくらは旅の音楽隊（『風船少女テンプルちゃん』OP）
6. 風船少女テンプルちゃん（『風船少女テンプルちゃん』ED）

B面
1. 透明ドリちゃん（特撮番組『透明ドリちゃん』OP）
2. 夢の国の王女さま（特撮番組『透明ドリちゃん』ED）
3. ゆめでいつでも（劇場用アニメ『世界名作童話 おやゆび姫』挿入歌）
4. なみだとねんね（劇場用アニメ『世界名作童話 白鳥の王子』挿入歌）
5. あこがれ（劇場用アニメ『アンデルセン童話 にんぎょ姫』主題歌）
6. 待っていた人（劇場用アニメ『アンデルセン童話 にんぎょ姫』挿入歌）

## ささきいさお 英語盤/アニメヒットを歌う
発売： 1978年12月25日
型番： CZ-7018
1977年12月発売の「マジンガーZ」英語シングル盤（SCS-393、全3曲収録）の好評を受け、企画された。選曲は「真赤なスカーフ/ささきいさお アニメロマンの世界」に準拠しつつ、同アルバム発売後に放送開始となった番組も対象となった。また、ささき自身の持ち歌だけでなく、他者の持ち歌を英語に訳したものも含まれている。伴奏部分は「マジンガーZ」同様、日本語版のオリジナル・カラオケを流用。バックコーラスはなく、全てソロ歌唱となっている。
「SPACE CRUISER YAMATO」「THE RED SCARF」はシングル盤（CK-517）も同時発売された。
なお、これらの英語盤は、あくまでも日本国内で発売されたものであり、各番組の国外展開とは無関係である。
本アルバムは、1999年発売の『佐々木功 デラックスコレクション』でCD復刻された。

### ささきいさお 英語盤/アニメヒットを歌うの収録曲
全曲とも、訳詞はDonald P. Bergerによる。
A面
1. SPACE CRUISER YAMATO - 原曲：「宇宙戦艦ヤマト」（『宇宙戦艦ヤマト』OP）
2. AURORA - 原曲：「愛のオーロラ」（『惑星ロボ ダンガードA』挿入歌）
3. GALAXY EXPRESS 999 - 原曲：「銀河鉄道999」（『銀河鉄道999』OP）
4. HYUMA COME BACK - 原曲：「よみがえれ飛雄馬」（『新・巨人の星』ED）
5. DANGUARD ACE - 原曲：「すきだッダンガードA」（『惑星ロボ ダンガードA』OP）
6. THE MAGIC BALL - 原曲：「さがしに行かないか」（『超合体魔術ロボ ギンガイザー』ED）
7. CHEER UP! YOUNG FRIENDS - 原曲：「燃えろ青春」（『アローエンブレム グランプリの鷹』挿入歌）

B面
1. CAPTAIN HARLOCK - 原曲：「キャプテンハーロック」（『宇宙海賊キャプテンハーロック』OP）
2. WINGLESS VICTORY - 原曲：「傷だらけの翼」（ラジオ小説『火の鳥 鳳凰編』主題歌）
3. THE COURAGE OF BATTLE - 原曲：「たたかいのバラード」（『大空魔竜ガイキング』挿入歌）
4. MY SON - 原曲：「息子よ」（『惑星ロボ ダンガードA』挿入歌）
5. THE WANDERING ROBOT - 原曲：「さすらいのロボット」（『ジェッターマルス』挿入歌）
6. THE RED SCARF - 原曲：「真赤なスカーフ」（『宇宙戦艦ヤマト』ED）